# نعمات كوكو
نعمات كوكو هي أحد الناشطات السودانيات، خبيرة في  التنمية ومديرة ومؤسسة  لمركز النوع الاجتماعي للبحوث والتدريب  في السودان. تدرس نعمات كوكو وتدعم حقوق المرأة والمساواة بين الجنسين في السودان.

## مراحل حياتها
نعمات كوكو المتخرجة كزراعية من جامعات مصر تخصصت في السياسات التنموية والحائزة على الماجستير في التنمية الريفية وحالياً تعد للدكتوراة في السياسات التنموية في السودان وتحقيق المساواة. وكانت عضواً بالاتحاد النسائي السوداني الذي رسخ فيها معاني الالتزام والانحياز لقضايا المرأة، وعملت كمفتش {مهندس} زراعي في المؤسسة الزراعية وتعرضت للفصل السياسي لما يسمى الصالح العام منذ 1996 ثم تفرغت للعمل العام، وهي زوجة وأم لثلاث بنات وولدين.

## النشاط السياسي
ناشطة سياسية منذ المرحلة الثانوية حيث أصبحت ضمن عضوية الحزب الشيوعي السوداني منذ العام 1982م حتى صارت عضواً باللجنة المركزية للحزب، كما كانت عضوا بالاتحاد النسائي السوداني.

## البحوث في حقوق المراة
لقد وثَّقت نعمات كوكو الدور القوي للمرأة السودانية في المجال العام منذ أوائل القرن العشرين قبل الحرب العالمية الأولى ، خلال سيطرة الاستعمار الإنجليزي- المصري على السودان. في عام 2009م، وفي وقت مبكر من الانتخابات العامة السودانية لعام 2010 والتي كانت من المقرر في الأصل لعام 2009م، نشرت نعمات كوكو دراسة عن الدعم السياسي للعمل الإيجابي من خلال الحصص كوسيلة عملية للوصول إلى مشاركة عادلة للمرأة في العمليات السياسية المختلفة ولديها العديد من الاوراق العلمية  وأشارت إلى عناصر من الدستور السوداني الانتقالي لعام 2005م الذي عزز العمل الإيجابي، و «الكفاح» ضد التقاليد التي تقوض وضع المرأة وكرامتها، وتوفير حقوق الأمومة، والخدمات الطبية ورعاية الأطفال للأمهات. حيث وجدت أن معظم الأحزاب السياسية الرئيسية أيدت جميعها الحصص المخصصة للنساء في الانتخابات، حيث تراوحت الحصص بين 25% و 33%. نعمات كوكو قامت بتفصيل الآليات المحددة اللازمة لحقوق المرأة والديمقراطية العامة لاجراء التحسين من خلال الانتخابات.

## حقوق المراة
نعمات كوكو هي واحدة من داعمي مركز النوع للابحاث والتدريب في الخرطوم.

## موقفها من وثيقة الإتفاق السياسي بين قوى الحرية والتغيير والمجلس العسكري
من أبرز ملاحظاتها عن الوثيقة ، أنه يجب التركيز أولاً بأن اللغة غير «محايدة»، أي أن هذه الوثائق تعبر تماماً عن موازين القوى الاجتماعية وقدرتها في الدفاع عن مصالحها الاجتماعية والاقتصادية وبالتالي التعبير عنها بوثيقة سياسية (إعلان سياسي)، أو مرسوم دستوري يعكس الدستورية والقانونية التي يراد لها حماية المصالح الطبقية المشار إليها.

## روابط خارجية
- الموقع الرسمي للحزب الشيوعي السوداني.
- وثيقة الإتفاق السياسي بين قوى الحرية والتغيير والمجلس العسكري.
- الإنتخابات السودانية العامة للعام 2010م.
- الدستور السوداني الإنتقالي للعام 2005م.